# Ron-Robert Zieler
Ron-Robert Zieler (ur. 12 lutego 1989 w Kolonii) – niemiecki piłkarz występujący na pozycji bramkarza w niemieckim klubie Hannover 96 oraz w reprezentacji Niemiec. Złoty medalista Mistrzostw Świata 2014 oraz Mistrzostw Europy U-19 2008. Uczestnik Mistrzostw Europy 2012.

## Statystyki

### Klubowe
(aktualne na dzień 6 sierpnia 2019)
| Klub                    | Sezon              | Liga               | Liga  | Liga   | Puchar kraju | Puchar kraju | Europa | Europa | Inne  | Inne   | Suma  | Suma   |
| Klub                    | Sezon              | Liga               | Mecze | Bramki | Mecze        | Bramki       | Mecze  | Bramki | Mecze | Bramki | Mecze | Bramki |
| ----------------------- | ------------------ | ------------------ | ----- | ------ | ------------ | ------------ | ------ | ------ | ----- | ------ | ----- | ------ |
| Manchester United       | 2008/09            | Premier League     | 0     | 0      | 0            | 0            | 0      | 0      | –     | –      | 0     | 0      |
| Manchester United       | 2009/10            | Premier League     | 0     | 0      | 0            | 0            | 0      | 0      | –     | –      | 0     | 0      |
| Manchester United       | Ogólnie            | Ogólnie            | 0     | 0      | 0            | 0            | 0      | 0      | –     | –      | 0     | 0      |
| Northampton Town (wyp.) | 2008/09            | League One         | 2     | 0      | 0            | 0            | –      | –      | –     | –      | 2     | 0      |
| Hannover 96 II          | 2010/11            | Regionalliga Nord  | 15    | 0      | –            | –            | –      | –      | –     | –      | 15    | 0      |
| Hannover 96             | 2010/11            | Bundesliga         | 15    | 0      | 0            | 0            | –      | –      | –     | –      | 15    | 0      |
| Hannover 96             | 2011/12            | Bundesliga         | 34    | 0      | 2            | 0            | 13     | 0      | –     | –      | 49    | 0      |
| Hannover 96             | 2012/13            | Bundesliga         | 34    | 0      | 3            | 0            | 12     | 0      | –     | –      | 49    | 0      |
| Hannover 96             | 2013/14            | Bundesliga         | 34    | 0      | 3            | 0            | –      | –      | –     | –      | 37    | 0      |
| Hannover 96             | 2014/15            | Bundesliga         | 34    | 0      | 2            | 0            | –      | –      | –     | –      | 36    | 0      |
| Hannover 96             | 2015/16            | Bundesliga         | 34    | 0      | 2            | 0            | –      | –      | –     | –      | 36    | 0      |
| Hannover 96             | Ogólnie            | Ogólnie            | 185   | 0      | 12           | 0            | 25     | 0      | –     | –      | 221   | 0      |
| Leicester City          | 2016/17            | Premier League     | 9     | 0      | 0            | 0            | 1      | 0      | 1     | 0      | 11    | 0      |
| VfB Stuttgart           | 2017/18            | Bundesliga         | 34    | 0      | 3            | 0            | –      | –      | –     | –      | 37    | 0      |
| VfB Stuttgart           | 2018/19            | Bundesliga         | 34    | 0      | 1            | 0            | –      | –      | 2     | 0      | 37    | 0      |
| VfB Stuttgart           | Ogólnie            | Ogólnie            | 68    | 0      | 4            | 0            | –      | –      | 2     | 0      | 74    | 0      |
| Hannover 96             | 2019/20            | 2. Bundesliga      | 2     | 0      | 0            | 0            | –      | –      | –     | –      | 2     | 0      |
| Ogólnie w karierze      | Ogólnie w karierze | Ogólnie w karierze | 281   | 0      | 16           | 0            | 26     | 0      | 3     | 0      | 325   | 0      |

### Reprezentacyjne
(aktualne na dzień 15 sierpnia 2015)
| Reprezentacja | Rok     | Występy | Gole |
| ------------- | ------- | ------- | ---- |
| Niemcy        | 2011    | 1       | 0    |
| Niemcy        | 2012    | 1       | 0    |
| Niemcy        | 2014    | 2       | 0    |
| Niemcy        | 2015    | 2       | 0    |
| Ogólnie       | Ogólnie | 6       | 0    |

## Sukcesy

### Reprezentacyjne
Mistrzostwa Świata
- Mistrzostwo: 2014

Mistrzostwa Europy
- 3. miejsce 2012

Mistrzostwa Europy U-19
- Mistrzostwo: 2008

## Odznaczenia
- Srebrny Liść Laurowy (2014)[2]